# غلاف‌دارها
غلاف‌دارها (نام علمی: Coleophora) نام یک سرده از تیره غلاف‌داران است.

## نگارخانه

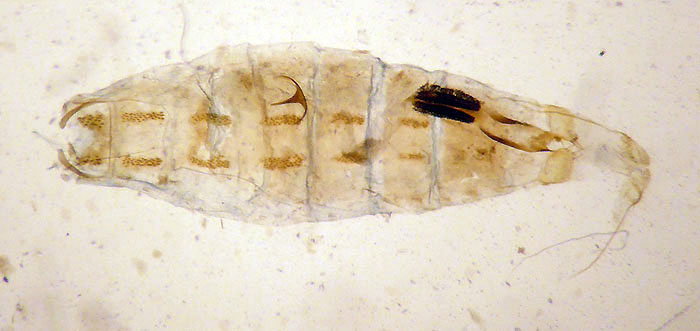
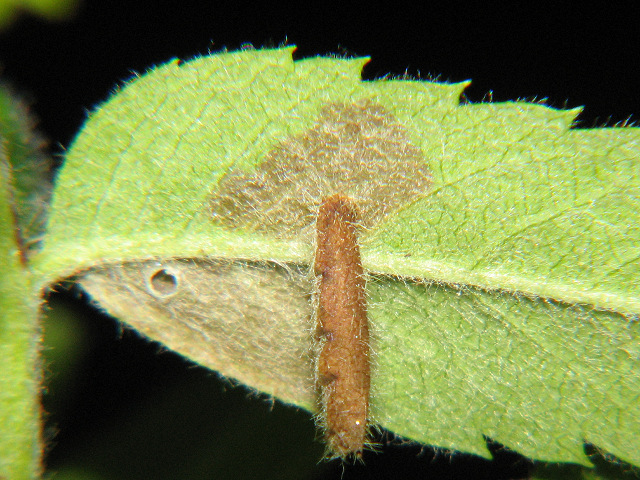
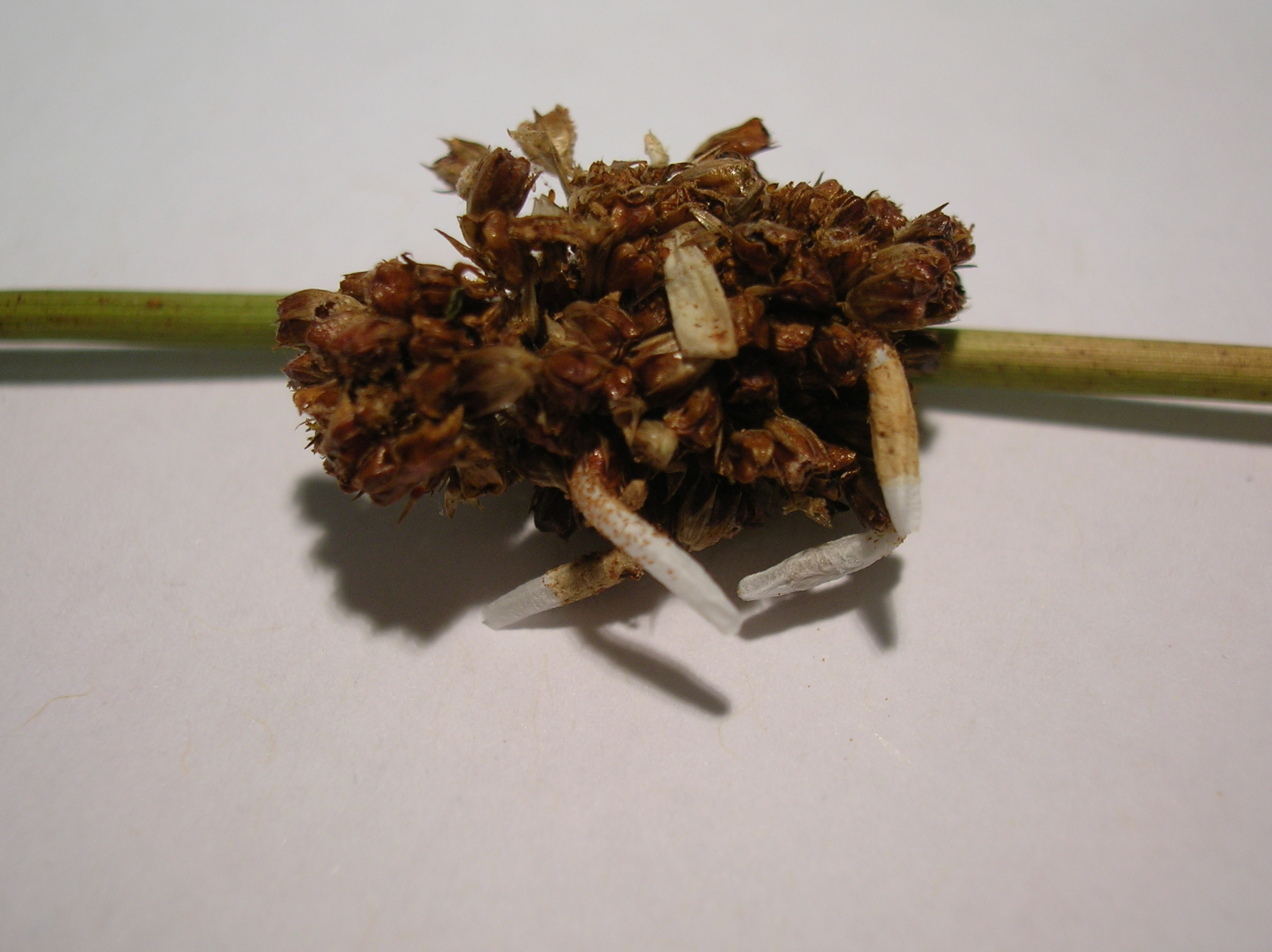
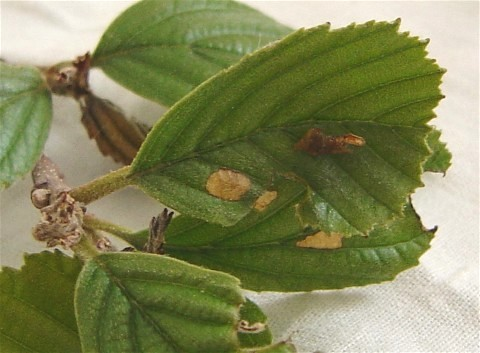